# Кузнецов, Кирилл Петрович
Кири́лл Петро́вич Кузнецо́в (29 марта 1886, Красноярск — 1932, Ленинград) — эсер, участник Октябрьской революции 1917 года.

## Биография
Родился в 1886 году в Красноярске в семье коллежского советника, с 1905 года состоял в партии социал-революционеров (эсеров). Принимал активное участие в деятельности местного отделения партии, являлся членом её губернского комитета. Был одним из организаторов неудавшегося покушения на генерала Ренненкампфа в 1906 году. В 1907 году переехал в Петербург, где поступает на учёбу в институт. В 1915 году мобилизован в действующую армию.
Был дважды женат (первая жена — Розалия Антоновна Розенберг, вторая — Александра Михайловна Ушакова), имел дочь от второй жены.
Во время Октябрьского переворота 1917 года был одним из руководителей так называемого антибольшевистского «Комитета спасения» в Петербурге. Встреча и беседа с ним описана в документальной книге Джона Рида «Десять дней, которые потрясли мир» (глава VIII, Контрреволюция):

Один эсер, мой приятель, отвёл меня в сторону. «Я знаю, где скрывается Комитет спасения, — сказал он мне. — Хотите пойти поговорить с ними?»
Уже наступили сумерки. В городе снова шла обычная жизнь: торговали магазины, горели по улицам огни, и в обоих направлениях медленно двигались густые толпы народа, продолжая всегдашние споры.
Дойдя по Невскому до дома № 86, мы прошли во двор, окруженный высокими корпусами. Мой друг особенным образом постучал в дверь 229-й квартиры. Внутри послышалась возня, хлопнула внутренняя дверь. Затем наружная дверь слегка приоткрылась, и мы увидели женское лицо. Быстро оглядевшись, женщина впустила нас. То была женщина средних лет, со спокойным выражением лица. «Кирилл! — крикнула она, — всё в порядке!» В столовой кипел самовар, на столе стояли тарелки с хлебом и селёдкой. Из-за оконной гардины вышел человек в офицерской форме, из чулана появился другой человек, переодетый рабочим. Оба были очень рады видеть американского корреспондента и не без удовольствия заявили мне, что их наверняка расстреляют, если они попадутся большевикам. Имен своих они не назвали, но оба были эсеры.
«Почему вы печатаете в своих газетах такую невероятную ложь?» — спросил я.
Офицер без всякой обиды ответил: «Да, знаю. Но что же нам делать? (Он пожал плечами.) Должны же вы понять, что нам необходимо создать в народе известное настроение…»,
Второй перебил его. «Все это со стороны большевиков — сплошная авантюра! У них нет интеллигенции. Министерства не будут работать… Россия — это не город, а целая страна… Мы понимаем, что им не удержаться больше нескольких дней, потому мы и решились поддержать крупнейшую из выступающих против него сил — Керенского и помочь восстановить порядок».
«Всё это прекрасно, — заметил я. — Но зачем же вы объединяетесь с кадетами?»
Лжерабочий откровенно усмехнулся. «Говоря по правде, сейчас народные массы идут за большевиками. У нас пока что нет последователей. Мы не можем мобилизовать ни горсточки солдат. Настоящего оружия у нас нет… До известной степени большевики правы. В настоящий момент в России имеются всего две сколько-нибудь сильные партии — это большевики и реакционеры, прячущиеся под крылышком у кадетов. Кадеты думают, что они пользуются нами, но на самом-то деле мы пользуемся ими. Когда мы разгромим большевиков, то повернём против кадетов…»
«А будут ли большевики допущены в новое правительство?»
Он почесал в затылке. «Это сложный вопрос, — проговорил он. — Конечно, если их не пустить, они, наверно, опять начнут всё сначала. Во всяком случае тогда у них будут шансы на то, чтобы определять равновесие сил в Учредительном собрании, если только Учредительное собрание вообще будет собрано».
«И, кроме того, — перебил офицер, — это вызывает вопрос о допущении в правительство кадетов. Основания те же самые. Вы ведь знаете, что кадеты фактически не хотят созыва Учредительного собрания, не хотят, поскольку большевики могут быть теперь же разбиты». Он покачал головой. «Нелегко дается нам, русским, политика! Вы, американцы, рождаетесь политиками, вы занимаетесь политикой всю жизнь, а у нас, сами знаете, всему этому нет ещё и года…»
«Что вы думаете о Керенском?» — спросил я.
«О, Керенский виноват во всех грехах Временного правительства, — ответил другой собеседник. — Он заставил нас войти в коалицию с буржуазией. Если бы он исполнил свою угрозу и подал в отставку, то получился бы министерский кризис всего за шестнадцать недель до Учредительного собрания, а этого мы хотели избежать».
«Но разве в конце концов не так получилось?»
«Да, но как же мы могли это знать? Керенские и Авксентьевы обманули нас. Гоц тоже не намного радикальнее их. Я стою за Чернова, ибо он настоящий революционер… Вы знаете, не далее как сегодня Ленин велел передать, что он не возражал бы против вхождения Чернова в правительство.
Конечно, мы тоже хотели отделаться от правительства Керенского, по нам казалось, что лучше дождаться Учредительного собрания… Когда всё это началось, я стоял за большевиков, но ЦК моей партии единогласно высказался против. Что же мне было делать? Партийная дисциплина…
Через неделю большевистское правительство развалится на куски. Если бы только эсеры могли стоять в стороне и ждать, то власть прямо упала бы им в руки. Но если мы будем ждать целую неделю, то в стране настанет такая разруха, что немецкие империалисты одержат полную победу. Вот почему мы начали восстание, имея за собой только два полка солдат, обещавших поддержать нас, но и те оказались против нас… Остались одни юнкера…»
«А как же казаки?»
Офицер вздохнул. «Не двинулись с места. Сначала они сказали, что выступят, если их поддержит пехота. Кроме того, они говорили, что у Керенского и так есть казаки, а, стало быть, они уже сделали своё… Потом они стали говорить, что казаков всегда считают прирожденными врагами демократии… А в конце концов „большевики, говорят, обещали не отбирать у нас земли, нам бояться нечего, мы держим нейтралитет“».
Пока шёл этот разговор, всё время входили и выходили какие-то люди — в основном офицеры со срезанными погонами. Мы могли видеть их в прихожей и слышать их тихие, но энергичные голоса. Сквозь отвернувшуюся портьеру я случайно увидел приоткрытую дверь в ванную комнату, где на стульчике сидел плотный офицер в полковничьей форме и что-то писал в блокнот, лежавший у него на коленях. Я узнал бывшего петроградского коменданта полковника Полковникова, за арест которого Военно-революционный комитет не пожалел бы целого состояния.
«Наша программа? — говорил офицер. — Вот она. Передать землю земельным комитетам. Рабочим должна быть предоставила полная возможность участвовать в управлении промышленностью. Энергичная мирная политика, но без такого ультиматума, с каким большевики обратились ко всем странам. Большевикам не удастся исполнить те обещания, которые они дали массам, не удастся даже внутри страны. Мы им не позволим …Они украли у нас программу по аграрному вопросу, чтобы добиться поддержки крестьянства. Это нечестно. Если бы они дождались Учредительного собрания…»
«Дело не в Учредительном собрании! — прервал его другой офицер. — Если большевики собираются разводить здесь социалистическое государство, то мы ни в коем случае не можем работать с ними! Керенский сделал огромную ошибку, когда заявил в Совете республики, что он уже отдал приказ арестовать большевиков. Он просто открыл им свои карты…»
«Но что же вы собираетесь делать теперь?» — спросил я.
Оба поглядели друг на друга. «Увидите через несколько дней… Если на нашей стороне будет достаточно фронтовых войск, то мы не станем входить с большевиками в какие-либо соглашения. А если нет, ну тогда, может быть, придётся…»

После поражения антибольшевистских сил Кузнецову удалось сохранить в тайне свою деятельность во время Октябрьского переворота. Он переехал в Выборг, затем в Гельсингфорс, где продолжал службу в армии. После начала гражданской войны в Финляндии перевёлся на Уральский фронт, затем на Западный фронт.
С 1920 года работал в Ленинграде преподавателем военных курсов, в 1923 году демобилизовался. Благодаря протекции давнего товарища, видного деятеля большевистской партии, заместителя наркома внешней и внутренней торговли СССР и наркома торговли РСФСР Николая Борисовича Эйсмонта стал членом ВКП(б).
Умер в Ленинграде в 1932 году. Похоронен на Богословском кладбище.